# فرمانداری پرایتوری ایلیریکوم
فرمانداری پرایتوری ایلیریکوم (به لاتین: Praefectura praetorio per Illyricum) یکی از چهار فرمانداری پرایتوریبزرگی بود که امپراتوری رومِ متأخر به آن‌ها تقسیم شده بود. مرکز اداری این ایالت در ابتدا سیرمیوم بود و پس از ۳۷۹ به سالونیک منتقل شد. این ایالت نام خود را از ایالت رومی سابق ایلیریکوم گرفته بود و در اوج وسعت خود شامل پانونیا، نوریکوم، کرت و بخش بزرگی از شبه‌جزیره بالکان به استثنای تراکیه می‌شد.